# Opisthacanthus brevicauda
Opisthacanthus brevicauda es un escorpión de la familia Hemiscorpiidae descrito por Rojas-Runjaic, Borges y Armas en 2008.

## Descripción
Escorpión de tamaño grande de 70 a 80 mm de longitud total, de color oscuro y la cola es larga y fina, presenta palpos muy desarrollados y presenta abundante pilosidad en el cuerpo El caparazón es  profundamente escotado en el  centro, presenta 3 ojos laterales , el borde interno de los dedos con perfil irregular y presentando dos filas de dentículos. Operculo genital formado por una lámela en los ejemplares femeninos y dos en los machos.

## Distribución
Esta especie ha sido señalada para Venezuela en la zona del río Guasare, Más recientemente Rojas y Becerra la cintan para diferentes localidades en el estado Zulia. Otros ejemplares de género Opisthacantus sin identificación específica han sido señalados para población de La Gruya, estado Amazonas.